# Swedish International Liberal Centre
Swedish International Liberal Centre (svenska Svenskt internationellt liberalt center), förkortat SILC, är en svensk liberal stiftelse som arbetar för demokrati, liberalism och mänskliga rättigheter i världen.  Organisationen samarbetar framför allt med politiska partier, ungdomsförbund, kvinnoförbund, människorättsorganisationer och journalister från hela världen.
Stiftelsen är kopplad till Liberalerna, och samarbetar nära med partiet och dess ungdomsförbund Liberala ungdomsförbundet. SILC:s nuvarande ordförande är den förre folkpartistiske (numera Liberalerna) partiledaren Lars Leijonborg.

## Förlagsverksamhet
Stiftelsen driver även ett förlag som översätter och publicerar böcker. Böckerna behandlar ämnen kopplade till demokrati och mänskliga rättigheter i världen. Bland författarna finns Rasmus Canbäck, Paul Frigyes, Morgan Olofsson, Aron Lund och Simona Mohamsson.